# Mien van 't Sant
Mien van ‘t Sant (geboren als Aartje Wilhelmina van Bommel) (Gorinchem, 23 februari 1901 – Leersum, 9 augustus 1994) was een Nederlands schrijfster van streekromans voor meisjes en vrouwen. Van 't Sant schreef een groot aantal streekromans die na de Tweede Wereldoorlog een grote populariteit kenden; haar boeken werden uitgegeven in voor Nederland ongekend hoge oplagen van vijfentwintig tot dertigduizend exemplaren.

## Jeugd en opleiding
Van 't Sant, geboren als Aartje Wilhelmina van Bommel, was de tweede dochter van onderwijzer Henri Louis Antoin van Bommel (1863-1938) en onderwijzeres Johanna Lamberta Emck (1860-1902). Van 't Sant wilde graag de journalistiek in; haar vader vond dat echter geen vrouwenbaan. Ze besloot daarop naar de kweekschool te gaan en haar hoofdakte en LO-akte Duits te halen. Tot 1927 werkte van 't Sant in het onderwijs. In datzelfde jaar trouwde ze met onderwijzer Willem Cornelis van ’t Sant (1899-1985) en zegde ze haar baan op.

## Professionele leven
Van 't Sant schreef onbetaald korte verhalen voor tijdschriften als Astra, Iris, Moeder en Libelle. Ze was betrokken bij de Nutsbibliotheek in Gorinchem en bij de oprichting van de plaatselijke afdeling van de Nederlandse Vereniging van Huisvrouwen. In de jaren 1946-1947 tijdens een rustkuur in verband met haar overspannenheid begon Van ’t Sant boeken te schrijven. In 1948 werd haar debuut Wijs mij de weg gepubliceerd door de Amsterdamse uitgeverij Holland. Later werden ook de eerdere delen uit de trilogie, Op de drempel (1949) en Het volle leven tegemoet (ca. 1950) gepubliceerd. In 1960 werd het eerste deel van de Mieke-serie, een reeks voor meisjes van tien tot zestien jaar. Vanaf 1973 schreef Van 't Sant over de kinderen in haar buurt in de reeks mavo-Parkietjes. De recensies van critici over haar boeken waren vaak niet positief. Van 't Sant gaf in een interview in 1988 in de Leeuwarder Courant aan "Ik heb altijd geschreven over doorsnee-gezinnen, waar opgroeiende meisjes of moeders allerlei probleempjes moeten overwinnen. Probleempjes die veelal met liefde en naastenliefde te maken hebben". Zelf had ze niet veel op met de term streekroman en gebruikte liever de term familieroman om haar boeken te beschrijven.
Mien van ’t Sant heeft meer dan honderd boektitels op haar naam staan: driekwart van deze boeken schreef ze na de pensionering van haar man. In 1981 ontving Van 't Sant de Eremedaille, verbonden aan de Orde van Oranje-Nassau in goud. Eind jaren tachtig verscheen haar laatste (oorlogs)roman Ook ik ben schuldig. Schrijven was de laatste jaren van haar leven onmogelijk geworden door haar reuma. In 1987 richtte Van ’t Sant een naar haarzelf genoemde stichting op: het Mien van 't Sant Fonds. Doelstelling van deze stichting is het bevorderen van het culturele leven in de provincie Utrecht en de Vijfherenlanden en het bewaren van alle romans van Van 't Sant.